# Varahagiri Venkata Giri
Varahagiri Venkata Giri, popularmente conhecido como V. V. Giri (Berhampur, 10 de agosto de 1894 – Chennai, 23 de junho de 1980) foi o quarto presidente da República da Índia. Permaneceu no cargo de 24 de agosto de 1969 até 23 de agosto de 1974.

## Vida
Giri nasceu em uma família télugo - brâmane em Berhampur, onde hoje é Odisha (na época parte da Índia britânica). Seu pai era advogado. Ambos os pais foram ativos no movimento de autonomia e independência indiana. Giri recebeu sua primeira educação no Khallikote College. Em 1913 ele foi para a Irlanda (então parte do Reino Unido) e estudou lá na University College Dublin de 1913 a 1916. Seus contatos com o movimento de independência irlandês Sinn Féin e Éamon de Valera o levaram a ser em 1916 após o Levante da Páscoa foi expulso para a Índia. Lá ele trabalhou no movimento sindical e pela independência da Índia. Após a independência da Índia, foi alto comissário no Sri Lanka (então Ceilão) de 1947 a 1951 e mais tarde governador em Uttar Pradesh (1957-1960), Kerala (1960-1965) e Mysore (1965-1967). Em 1967 foi eleito vice-presidente da Índia. 1969 após a morte de Zakir Hussain, ele foi em 16 de agosto de 1969 com o apoio da primeira-ministra Indira Gandhi e seus apoiadores no cargo de presidente indiano contra o candidato oficial da liderança do Partido do Congresso, foi eleito.

## Presidente da Índia
Giri tomou posse como presidente da Índia em 24 de agosto de 1969 e ocupou o cargo até 24 de agosto de 1974, quando foi sucedido por Fakhruddin Ali Ahmed. Em sua eleição, Giri se tornou o único presidente a também ter sido um presidente interino e a única pessoa a ser eleita presidente como candidato independente.
Como presidente aconselhou-a a ir para eleições antecipadas em 1971. O decreto abolindo bolsas pudendas e privilégios dos antigos governantes de estados principescos da Índia foi promulgada por Giri depois que a emenda original do governo foi derrotada no Rajya Sabha. A substituição de três juízes para cortes superiores, feitas por ele, foram ignoradas por Indira Gandhi, assim como seu aviso de que uma repressão aos ferroviários em greve apenas agravaria a situação. Como presidente, Giri fez 14 visitas de Estado a 22 países no sul e sudeste da Ásia, Europa e África.
Giri é considerado um presidente que se subordinou completamente ao primeira-ministra e foi descrito como um "presidente da primeira-ministra", um presidente leal e um presidente sob o qual a independência do cargo se desgastou. Quando o mandato de Giri terminou em 1974, a primeira-ministra Indira Gandhi optou por não renomeá-lo para a presidência e, em vez disso, escolheu Fakhruddin Ali Ahmed, que foi eleito na eleição presidencial de 1974.